# Copa México 1965/66
Die Copa México 1965/66 war die 24. Austragung des Fußball-Pokalwettbewerbs seit Einführung des Profifußballs in Mexiko. Das Turnier begann am 10. Februar 1966 mit dem Gruppenspiel zwischen dem CF Atlante und dem späteren Finalisten Club León (0:2). Es endete mit dem am 12. April 1966 ausgetragenen Finalwiederholungsspiel zwischen dem Club Necaxa und dem Club León (1:0), nachdem die ursprüngliche Finalbegegnung zwei Tage vorher mit dem torreichen Endergebnis von 3:3 keinen Sieger gefunden hatte.
Teilnahmeberechtigt waren die 16 Mannschaften, die in Saison 1965/66 in der höchsten Spielklasse vertreten waren. Pokalsieger wurde zum zweiten Mal nach ihrer Annahme des Profistatus im Jahr 1950 bzw. zum insgesamt sechsten Mal die Mannschaft des Club Necaxa.

## Modus
Das Turnier begann mit vier Vorrundengruppen, denen jeweils vier Mannschaften zugeteilt waren. In der Gruppenphase spielten alle Mannschaften aus derselben Gruppe jeweils zweimal gegeneinander, wobei sie jeweils einmal Heimrecht hatten und einmal auswärts antraten. Die jeweiligen Gruppensieger qualifizierten sich für das im K.-o.-System ausgetragene Halbfinale, das in Hin- und Rückspielen mit je einem Heimrecht der beiden Kontrahenten ausgetragen wurde, während das Endspiel im Estadio Olímpico Universitario von Mexiko-Stadt stattfand.

## Vorrunde
Die Begegnungen des Achtelfinals wurden zwischen dem 10. Februar und 20. März 1966 ausgetragen. Die nachfolgende Bezeichnung der Gruppen (mit 1, 2, 3 und 4) erfolgt nur der besseren Übersicht wegen, aber ansonsten rein willkürlich, da die genaue Bezeichnung der Gruppen nicht überliefert ist. Die Sortierung berücksichtigt jedoch, dass die qualifizierten Gruppensieger aus den jeweils benachbarten Gruppen (1 und 2 einerseits sowie 3 und 4 andererseits) im Halbfinale gegeneinander antreten mussten. Während sich die beiden späteren Finalisten jeweils deutlich durchsetzen konnten (sowohl der Club León als auch der Club Necaxa erzielten in der Vorrunde 11-1 Punkte, während es der jeweilige Gruppenzweite, Atlético Morelia bzw. Deportivo Irapuato, auf nur 7-5 Punkte brachte. Spannender ging es in den beiden anderen Gruppen zu.
Im Duell der beiden Giganten des mexikanischen Fußballs, Chivas Guadalajara und Club América, lagen nach dem vorletzten Spieltag beide Mannschaften mit 8-2 Punkten gleichauf vorne, weil sie – mit Ausnahme der direkten Duelle, die jeweils unentschieden endeten – alle anderen Begegnungen in der Gruppe für sich entscheiden konnten. Durch die hohen Siege der Mannschaft aus Guadalajara gegen den CD Cruz Azul (5:0 und 4:0) lag Chivas im Torverhältnis vorne und galt vor dem letzten Spieltag als Favorit für den Gruppensieg sowie den damit verbundenen Halbfinaleinzug. Doch die Mannschaft patzte im Auswärtsspiel gegen den bis dahin sieglosen CD Zacatepec (0:1), während der Club América sich beim CD Cruz Azul (2:1) durchsetzen konnte.
In der anderen Gruppe, die hier als Gruppe 3 festgesetzt wurde, lagen Deportivo Toluca und der Club Deportivo Veracruz am Ende mit jeweils 10-2 Punkten gleichauf. Vorausgesetzt, dass die überlieferten Ergebnisse korrekt sind, ist nicht nachvollziehbar, weshalb der Deportivo Toluca FC mit 11:6 Toren gegenüber dem Club Deportivo Veracruz mit 15:8 Toren letztlich Gruppensieger wurde. Denn sowohl hinsichtlich der Tordifferenz als auch hinsichtlich des Torquotienten hätte sich die Mannschaft aus Veracruz durchsetzen müssen. Möglicherweise galt schon damals die Auswärtstorregel (Toluca gewann das Heimspiel 1:0 und verlor 2:3 in Veracruz) oder der Gruppensieg wurde per Losentscheid herbeigeführt?

### Gruppe 1
| Pl. | Verein           | Sp. | S | U | N | Tore    | Diff. | Punkte |
| --- | ---------------- | --- | - | - | - | ------- | ----- | ------ |
| 1.  | Club León        | 6   | 5 | 1 | 0 | 015:600 | +9    | 11:10  |
| 2.  | Atlético Morelia | 6   | 3 | 1 | 2 | 011:100 | +1    | 07:50  |
| 3.  | CF Monterrey     | 6   | 1 | 1 | 4 | 004:800 | −4    | 03:90  |
| 4.  | CF Atlante       | 6   | 1 | 1 | 4 | 003:900 | −6    | 03:90  |

| 10. Februar 1966 |     |                  |                                |
| CF Atlante       | 0:2 | Club León        | Estadio Olímpico Universitario |
| 13. Februar 1966 |     |                  |                                |
| CF Monterrey     | 2:0 | Atlético Morelia | Estadio Tecnológico            |
| 20. Februar 1966 |     |                  |                                |
| Atlético Morelia | 2:1 | CF Atlante       | Estadio Venustiano Carranza    |
| Club León        | 2:1 | CF Monterrey     | Estadio La Martinica           |
| 26. Februar 1966 |     |                  |                                |
| CF Atlante       | 2:0 | CF Monterrey     | Estadio Olímpico Universitario |
| 27. Februar 1966 |     |                  |                                |
| Club León        | 3:2 | Atlético Morelia | Estadio La Martinica           |
| 6. März 1966     |     |                  |                                |
| Atlético Morelia | 3:1 | CF Monterrey     | Estadio Venustiano Carranza    |
| Club León        | 4:0 | CF Atlante       | Estadio La Martinica           |
| 9. März 1966     |     |                  |                                |
| CF Atlante       | 0:1 | Atlético Morelia | Estadio Olímpico Universitario |
| 13. März 1966    |     |                  |                                |
| CF Monterrey     | 0:1 | Club León        | Estadio Tecnológico            |
| 20. März 1966    |     |                  |                                |
| CF Monterrey     | 0:0 | CF Atlante       | Estadio Tecnológico            |
| Atlético Morelia | 3:3 | Club León        | Estadio Venustiano Carranza    |

### Gruppe 2
| Pl. | Verein         | Sp. | S | U | N | Tore    | Diff. | Punkte |
| --- | -------------- | --- | - | - | - | ------- | ----- | ------ |
| 1.  | Club América   | 6   | 4 | 2 | 0 | 013:600 | +7    | 10:20  |
| 2.  | CD Guadalajara | 6   | 3 | 2 | 1 | 013:400 | +9    | 08:40  |
| 3.  | CD Zacatepec   | 6   | 1 | 2 | 3 | 007:100 | −3    | 04:80  |
| 4.  | CD Cruz Azul   | 6   | 0 | 2 | 4 | 003:160 | −13   | 02:10  |

| 13. Februar 1966 |     |                |                                |
| CD Cruz Azul     | 0:5 | CD Guadalajara | Estadio 10 de diciembre        |
| CD Zacatepec     | 2:3 | Club América   | Estadio Agustín Coruco Díaz    |
| 17. Februar 1966 |     |                |                                |
| CD Guadalajara   | 1:1 | Club América   | Estadio Jalisco                |
| 20. Februar 1966 |     |                |                                |
| CD Cruz Azul     | 1:1 | CD Zacatepec   | Estadio 10 de diciembre        |
| 23. Februar 1966 |     |                |                                |
| Club América     | 3:0 | CD Cruz Azul   | Estadio Olímpico Universitario |
| 27. Februar 1966 |     |                |                                |
| CD Guadalajara   | 2:1 | CD Zacatepec   | Estadio Jalisco                |
| 2. März 1966     |     |                |                                |
| Club América     | 3:1 | CD Zacatepec   | Estadio Olímpico Universitario |
| 6. März 1966     |     |                |                                |
| CD Guadalajara   | 4:0 | CD Cruz Azul   | Estadio Jalisco                |
| 12. März 1966    |     |                |                                |
| Club América     | 1:1 | CD Guadalajara | Estadio Olímpico Universitario |
| 13. März 1966    |     |                |                                |
| CD Zacatepec     | 1:1 | CD Cruz Azul   | Estadio Agustín Coruco Díaz    |
| 20. März 1966    |     |                |                                |
| CD Cruz Azul     | 1:2 | Club América   | Estadio 10 de diciembre        |
| CD Zacatepec     | 1:0 | CD Guadalajara | Estadio Agustín Coruco Díaz    |

### Gruppe 3
| Pl. | Verein           | Sp. | S | U | N | Tore    | Diff. | Punkte |
| --- | ---------------- | --- | - | - | - | ------- | ----- | ------ |
| 1.  | Deportivo Toluca | 6   | 5 | 0 | 1 | 011:600 | +5    | 10:20  |
| 2.  | CD Veracruz      | 6   | 5 | 0 | 1 | 015:800 | +7    | 10:20  |
| 3.  | U.N.A.M.         | 6   | 1 | 1 | 4 | 010:140 | −4    | 03:90  |
| 4.  | CF Atlas         | 6   | 0 | 1 | 5 | 004:120 | −8    | 01:11  |

| 13. Februar 1966 |     |                  |                                |
| CF Atlas         | 2:2 | U.N.A.M.         | Estadio Jalisco                |
| Deportivo Toluca | 1:0 | CD Veracruz      | Estadio Luis Gutiérrez Dosal   |
| 16. Februar 1966 |     |                  |                                |
| U.N.A.M.         | 1:2 | Deportivo Toluca | Estadio Olímpico Universitario |
| 20. Februar 1966 |     |                  |                                |
| CD Veracruz      | 1:0 | CF Atlas         | Parque Deportivo Veracruzano   |
| 27. Februar 1966 |     |                  |                                |
| Deportivo Toluca | 1:0 | CF Atlas         | Estadio Luis Gutiérrez Dosal   |
| CD Veracruz      | 5:2 | U.N.A.M.         | Parque Deportivo Veracruzano   |
| 5. März 1966     |     |                  |                                |
| U.N.A.M.         | 2:0 | CF Atlas         | Estadio Olímpico Universitario |
| 6. März 1966     |     |                  |                                |
| CD Veracruz      | 3:2 | Deportivo Toluca | Parque Deportivo Veracruzano   |
| 13. März 1966    |     |                  |                                |
| CF Atlas         | 1:3 | CD Veracruz      | Estadio Jalisco                |
| Deportivo Toluca | 2:1 | U.N.A.M.         | Estadio Luis Gutiérrez Dosal   |
| 16. März 1966    |     |                  |                                |
| U.N.A.M.         | 2:3 | CD Veracruz      | Estadio Olímpico Universitario |
| 20. März 1966    |     |                  |                                |
| CF Atlas         | 1:3 | Deportivo Toluca | Estadio Jalisco                |

### Gruppe 4
| Pl. | Verein           | Sp. | S | U | N | Tore    | Diff. | Punkte |
| --- | ---------------- | --- | - | - | - | ------- | ----- | ------ |
| 1.  | Club Necaxa      | 6   | 5 | 1 | 0 | 019:800 | +11   | 11:10  |
| 2.  | CD Irapuato      | 6   | 3 | 1 | 2 | 014:500 | +9    | 07:50  |
| 3.  | CD Oro           | 6   | 1 | 3 | 2 | 007:110 | −4    | 05:70  |
| 4.  | CF Ciudad Madero | 6   | 0 | 1 | 5 | 005:210 | −16   | 01:11  |

| 12. Februar 1966 |     |                  |                                |
| CF Ciudad Madero | 1:1 | CD Oro           | Estadio Ejército Nacional      |
| 13. Februar 1966 |     |                  |                                |
| Club Necaxa      | 2:1 | CD Irapuato      | Estadio Olímpico Universitario |
| 19. Februar 1966 |     |                  |                                |
| Club Necaxa      | 7:1 | CF Ciudad Madero | Estadio Olímpico Universitario |
| 20. Februar 1966 |     |                  |                                |
| CD Oro           | 0:0 | CD Irapuato      | Estadio Jalisco                |
| 24. Februar 1966 |     |                  |                                |
| CD Oro           | 1:3 | Club Necaxa      | Estadio Jalisco                |
| 27. Februar 1966 |     |                  |                                |
| CD Irapuato      | 4:0 | CF Ciudad Madero | Estadio Revolución             |
| 3. März 1966     |     |                  |                                |
| CD Oro           | 3:2 | CF Ciudad Madero | Estadio Jalisco                |
| 6. März 1966     |     |                  |                                |
| CD Irapuato      | 2:3 | Club Necaxa      | Estadio Revolución             |
| 12. März 1966    |     |                  |                                |
| CF Ciudad Madero | 1:2 | Club Necaxa      | Estadio Ejército Nacional      |
| 13. März 1966    |     |                  |                                |
| CD Irapuato      | 3:0 | CD Oro           | Estadio Revolución             |
| 19. März 1966    |     |                  |                                |
| Club Necaxa      | 2:2 | CD Oro           | Estadio Olímpico Universitario |
| CF Ciudad Madero | 0:4 | CD Irapuato      | Estadio Ejército Nacional      |

## Halbfinale
Die Hinspiele des Halbfinals wurden am 27. März und die Rückspiele am 31. März bzw. 3. April 1966 ausgetragen. Der spätere Pokalsieger Necaxa konnte sich erst in der Verlängerung gegen Deportivo Toluca durchsetzen.
|                  | Gesamt |              | Hinspiel | Rückspiel |
| ---------------- | ------ | ------------ | -------- | --------- |
| Deportivo Toluca | 3:5    | Club Necaxa  | 3:3      | 0:2 n. V. |
| Club León        | 4:2    | Club América | 4:0      | 0:2       |

## Finale
Das Finale wurde am 10. April 1960 ausgetragen, das erforderliche Wiederholungsspiel fand zwei Tage später statt.
|             | Ergebnis |           |
| ----------- | -------- | --------- |
| Club Necaxa | 3:3      | Club León |
| Club Necaxa | 1:0      | Club León |

Antonio Mota – Tomás Reynoso, Carlos Albert, Francisco Majewski, Mario Pérez Zúñiga – Alfredo Romo, Antonio Munguía – Roberto Martínez, Javan Marinho, Dante Juárez, Agustín Peniche; Trainer: Miguel Marín